# Родна кућа Жарка Зрењанина
Родна кућа Жарка Зрењанина се налази у месту Избиште, у општини Вршац. Значајна по месту рођења Жарка Зрењанина (1902—1942), секретара Покрајинског комитета КПЈ за Војводину (1936), члана Централног комитета КПЈ (1940) и народног хероја Југославије и убраја се у споменике културе од великог значаја.
Кућа у Избишту је панонског типа, приземна, од тврдог грађевинског материјала, са кровом на две воде покривеним ситним црепом. Собе су са земљаним подом. Кућа је 1956. године обележена белом мермерном спомен плочом.